# 久原躬弦
久原 躬弦（くはら みつる、1856年1月5日〈安政2年11月28日〉 - 1919年〈大正8年〉11月21日）は明治時代から大正時代にかけての日本の化学者。理学博士。
東京大学理学部・医学部教授、第一高等学校校長、東京化学会（後の日本化学会）会長、京都帝国大学理工科大学長、京都帝国大学総長。帝国学士院会員。専門は有機化学。業績にベックマン転位の研究など。

## 生涯

### 生い立ちから留学まで
1855年（安政2年）、代々津山藩の藩医を勤める久原家の9代・宗甫の息子として現在の津山市に生まれた。なお躬弦は化学者になったが、弟が医師となって父の後を継いでいる。津山藩の藩校で漢文や数学を、1868年（明治元年）からは箕作麟祥の塾で英語を学んだ後、1870年（明治3年）に全国から集められた貢進生の一人として大学南校（後の東京大学）に入学した。改組した東京大学（旧制）の理学部化学科を1877年（明治10年）12月19日に卒業し、学士（理学士）の第一号となった。なお、卒業研究では「日本の染色および捺染法」を研究している。
1878年（明治11年）4月に東京大学理学部の准助教（現在の助教）に就いた。同年には現在の日本化学会の元となる化学会を設立し、その初代会長となった。翌1879年（明治12年）、アメリカのボルチモアにあるジョンズ・ホプキンス大学に留学し、サッカリンを発見したレムセンの下で有機化学の研究を行なった。1881年（明治14年）には6月から9月までエール大学で鉱物学を学び、同年10月にジョンズ・ホプキンス大学に学位論文を提出して翌月に博士号を取得し、12月に帰国している。

### 帰国後
帰国後、東京大学理学部の小石川植物園や博物課に勤務したのち、1884年（明治17年）に同大学の教授となった。翌1885年（明治18年）に医学部教授も兼務し、1886年（明治19年）に東京大学予備門の教諭になる。予備門の改組により第一高等中学校の教諭となった後、1889年（明治22年）に同校の教頭となる。1891年（明治24年）には帝國大学から理学博士の学位を授与され、1894年（明治27年）に第一高等中学校の校長に就任した。
1898年（明治31年）、創設されて間もない京都帝國大学（現・京都大学）理工科大学の教授となり、化学講座で有機化学を担当した。1901年（明治34年）に欧米を歴訪した後1903年（明治36年）に中沢岩太の後を受けて理工科大学長（現在の学部長）に就任、1906年（明治39年）には帝国学士院（現・日本学士院）会員となる。1912年（明治45年）5月8日、京都帝大総長事務取扱、同月13日、同総長に発令され、京都帝國大学の教授としては初めて総長となった。翌1913年5月9日に総長を退いた後はサルバルサンなどヒ素化合物の研究を行なう一方、附属化学特別研究所の設立を目指した。この研究所は1915年（大正4年）に設立され、1926年（昭和元年）に化学研究所ができるとその一部門となった。1919年（大正8年）11月21日、慢性気管支炎により亡くなる。墓碑は津山市西寺町の長安禅寺にある。

## 化学の研究

### 東京、アメリカでの研究
東京大学を卒業して准助教であった頃には多年草のムラサキを研究し、染料となる含有物質にC20H30O10の分子式を与えた。この結果はロンドン化学会（現・イギリス王立化学会）に報告されている。留学後、ジョンズ・ホプキンス大学では特別研究員として硝酸混液を利用したビスマスの質量分析を行なった。さらに芳香族化合物の置換基の反応性に関連してパラブロモトルエンの研究をしている。このほか、フタルイミドの合成や、ニトロメタキシレンへの酸化剤作用、アミドトルイル酸の変換などの研究を行なった。
帰国後、東京大学では塩化フタリルの構造の同定や、アウグスト・ヴィルヘルム・フォン・ホフマンのアンモニア成分検定器に着想を得た講義用の空気成分検定器の開発を行なった。第一高等中学校での研究では、アセトンとアルデヒドアンモニアを高温で反応させ、その生成物をさらに分留して得られた生成物は強い毒性を持ち、一滴でカエルを死亡させる事を明らかにした。なお、この成分を希硫酸と蒸留するとメシチルオキシドが得られる。また同校では樟脳の比重や比容を調べ、環式有機化合物であることを確かめた。

### 京都での研究
京都に移って以降は有機窒素化合物の研究を主に行なっている。具体的には
- インディゴの合成
- ベックマン転位
- フェニルフタルイミドの異性体
- アミンまたはアミノ化合物

などの研究である。
インディゴの研究では、合成の過程を調べて新しい合成方法を探求した。またハロゲンイミドエステルなど、ベックマン転位が起きるか不明だった様々な物質を研究して反応機構を明らかにした。ベックマン転位に関しては11報の論文を発表しており、特に反応中間体の単離に成功したことから高い評価を受けている。フタルイミド研究では塩化フタリルとアニリンの反応でα-ジアニリノフタル酸という新物質を発見した。

## 栄典・授章・授賞
位階
- 1884年（明治17年）1月26日 - 正七位[3]
- 1891年（明治24年）4月1日 - 従六位[4]
- 1913年（大正2年）8月11日 - 従三位[5]
- 1919年（大正8年）11月21日 - 正三位[6]

勲章等
- 1895年（明治28年）12月29日 - 勲六等瑞宝章[7]
- 1900年（明治33年）12月20日 - 勲四等瑞宝章[8]
- 1903年（明治36年）12月26日 - 勲三等瑞宝章[9]
- 1915年（大正4年）11月10日 - 大礼記念章（大正）[10]
- 1919年（大正8年）11月21日 - 勲一等瑞宝章[6]

## 関連文献
- 「京都帝国大学教授理学博士久原躬弦叙勲ノ件」（国立公文書館所蔵 「叙勲裁可書・大正八年・叙勲巻七」）
- 福井松雄 「理学博士久原躬弦先生の伝」（『東京化学会誌』第41帙、1920年）
- 「久原先生の追憶」（『京都化学学士会会報』第6号、1920年9月）
- 塚原徳道編 『久原躬弦書簡集』 津山洋学資料館〈津山洋学資料〉、1978年
- 塚原徳道著 『明治化学の開拓者』 三省堂〈三省堂選書〉、1978年7月